# Acemya oestriformis
Acemya oestriformis är en tvåvingeart som först beskrevs av Brauer och Julius Edler von Bergenstamm 1891.  Acemya oestriformis ingår i släktet Acemya och familjen parasitflugor. Inga underarter finns listade i Catalogue of Life.